# Srđan Šćepanović
Srđan Šćepanović (in serbo Срђан Шћепановић?; Novi Sad, 23 ottobre 1998) è un calciatore serbo, centrocampista dello Spartak Subotica.

## Caratteristiche tecniche
È un centrocampista offenisvo.

## Carriera
Cresciuto nel settore giovanile del Vojvodina, nel 2017 è stato ceduto in prestito al Proleter Novi Sad con cui ha esordito fra i professionisti disputando l'incontro di Prva Liga Srbija perso 2-0 contro il Mačva Šabac. Al termine della stagione il trasferimento è diventato definitivo.